# Karl Zangemeister

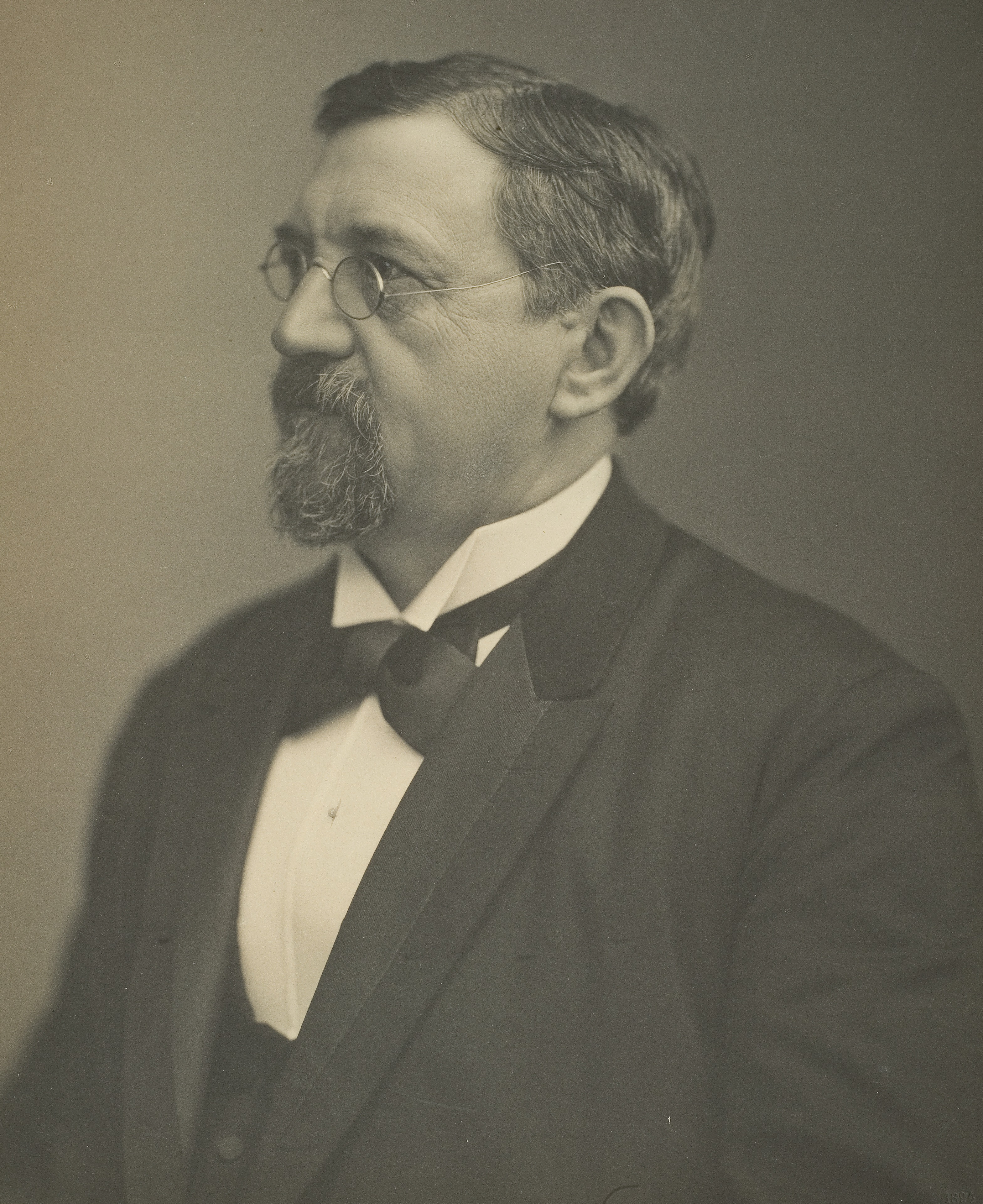
Karl Friedrich Zangemeister

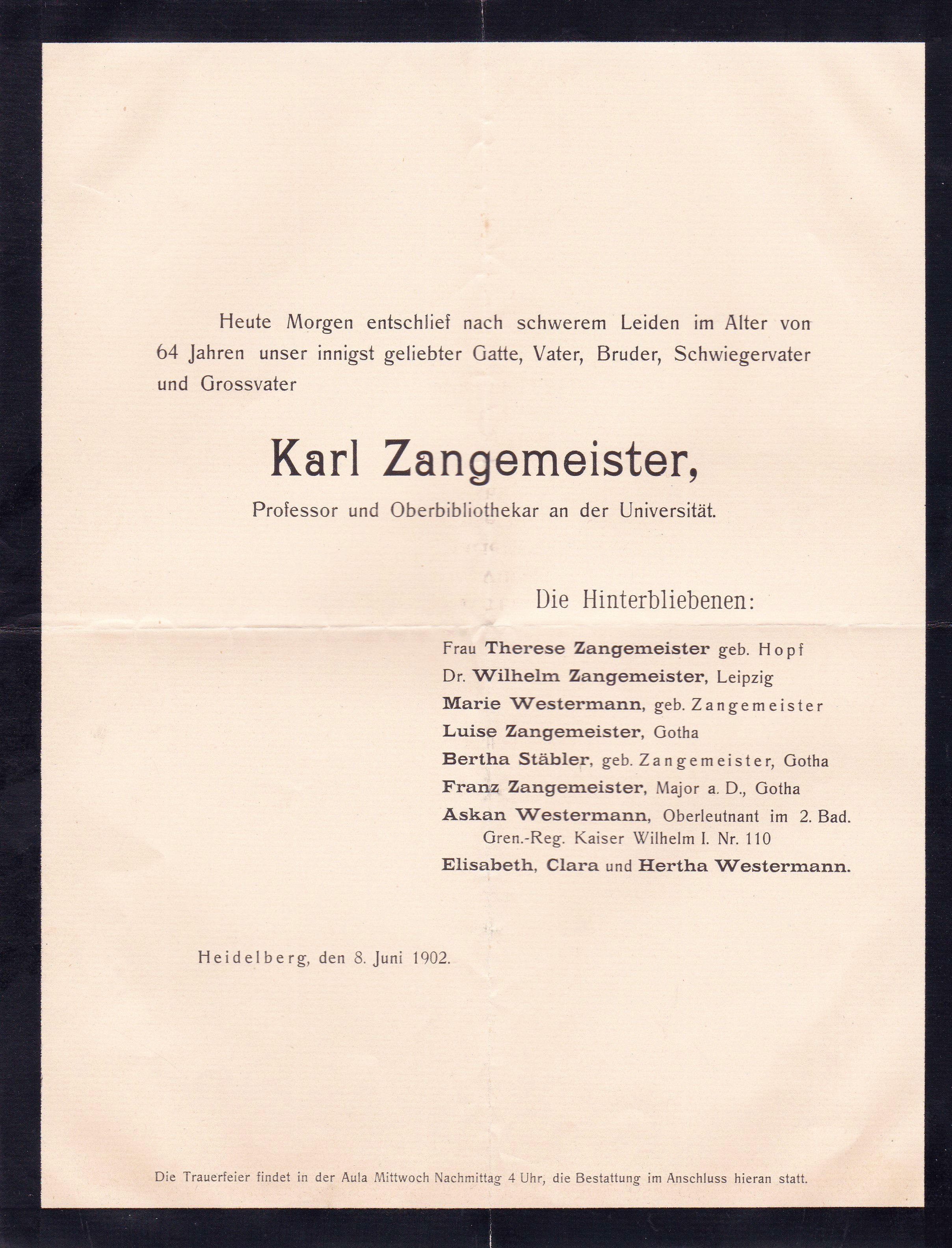
Todesanzeige Karl Zangemeister 1902

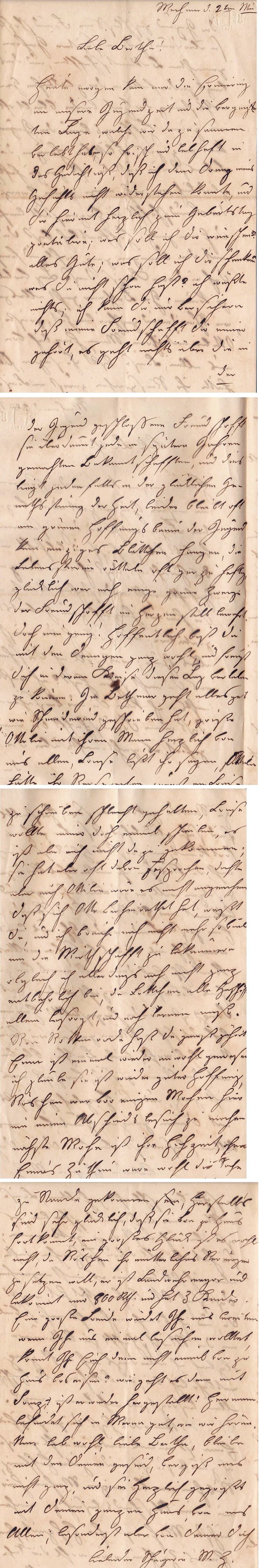
Brief M.Z. an Bertha

Karl Friedrich Wilhelm Zangemeister (* 28. November 1837 in Hallungen; † 8. Juni 1902 in Heidelberg), in der Literatur gelegentlich auch Carl Zangemeister, war ein deutscher Bibliothekar und Klassischer Philologe. Sein älterer Bruder war Otto Zangemeister. Bertha Christiane Auguste Zangemeister ist verwandt mit den beiden Brüdern.

## Leben
Während seines Studiums wurde er 1856 Mitglied der Burschenschaft Makaria Bonn. Nach dem Studium an den Universitäten zu Berlin und Bonn wurde Zangemeister 1862 in Berlin mit der Dissertation De Horatii vocibus singularibus promoviert. Er arbeitete kurze Zeit als Gymnasiallehrer und hielt sich dann als Mitarbeiter des Projektes Corpus Inscriptionum Latinarum (CIL) mehrere Jahre in Italien auf.
1868 ging er als Bibliothekar an die Universitätsbibliothek Heidelberg, wo er 1873, nach fünf Jahren Tätigkeit, zum Oberbibliothekar ernannt wurde. 1875 wurde er in diesem Amt zum ordentlichen Professor charakterisiert. 1891 ernannte ihn die Heidelberger Universität zum ordentlichen Honorarprofessor der Epigraphik.
Zangemeister machte sich als Oberbibliothekar besonders um den neuen Realkatalog (1885 und 1893) verdient und nahm auch Einfluss auf die Gestaltung des Neubaus des Bibliotheksgebäudes, dessen Eröffnung 1905 er nicht mehr erlebte. Seit 1894 gehörte er außerdem der Zentraldirektion des Königlichen Archäologischen Instituts in Berlin an.
Sein Nachlass befindet sich in der Forschungsbibliothek Gotha.

## Werke (Auswahl)
- De Horatii vocibvs singvlaribvs. Schade, Berlin 1862 (Berlin, Univ., Diss., 1862). (Digitalisat)
- Bericht über die im Auftrage der Kirchenväter-Commission unternommene Durchforschung der Bibliotheken Englands. In: Sitzungsberichte der kais. Akademie der Wissenschaften, philos.-histor. Klasse, Bd. 84 (1877), S. 485–584.
- Die Periochae des Livius. In: Festschrift zur Begrüssung der in Karlsruhe vom 27.–30. September 1882 tagenden XXXVI. Philologen-Versammlung. Mohr, Tübingen 1882, S. 90–106.
- Hg.: System des Real-Katalogs der Universitäts-Bibliothek Heidelberg. Winter in Comm., Heidelberg 1885.
- Ansichten des Heidelberger Schlosses bis 1764. In: Mittheilungen zur Geschichte des Heidelberger Schlosses; Bd. 1 (1886), S. [35] – 160, [9] Bl., [10] gef. Bl.
- Römische Inschriften. In: Jahrbücher des Vereins von Alterthumsfreunden im Rheinlande, Bd. 81 (1842–1894), S. 78–86 (Digitalisat).
- zusammen mit Emil Jacobs: Theodor Mommsen als Schriftsteller: Verzeichnis seiner bis jetzt erschienenen Bücher und Abhandlungen; zum 70. Geburtstag am 30 November 1887 überreicht. Winter, Heidelberg 1887.
- Zur Geschichte der grossen Heidelberger, sog. Manessischen Liederhandschrift. In: Westdeutsche Zeitschrift für Geschichte und Kunst, Bd. 7 (1888), S. 326–371 (Digitalisat)
- Zu der Frage nach der Örtlichkeit der Varusschlacht. In: Westdeutsche Zeitschrift für Geschichte und Kunst, 1887, S. 234–252 (Digitalisat).
- Zur Geographie des römischen Galliens und Germaniens nach den Tironischen Noten. In: Neue Heidelberger Jahrbücher, Bd. 2 (1892), S. 1–36 (Digitalisat).
- Der obergermanisch-rätische Limes: Vortrag, gehalten zu Gunsten des Badischen Frauenvereins zu Heidelberg am 15. Januar 1895. In: Neue Heidelberger Jahrbücher, Bd. 5 (1895), S. 68–104.